# フセスラフ・ブリャチスラヴィチ
フセスラフ・ブリャチスラヴィチ（ベラルーシ語: Усясла́ў Брачысла́віч、ロシア語: Всесла́в Брячисла́вич、1044年以前 - 1101年4月14日）は、キエフ大公（在位：1068年 - 1069年）、ポロツク公（在位：1044年 - 1068年、1071年 - 1101年）。ポロツクは現在のベラルーシの都市である。父はポロツク公ブリャチェスラフ1世。子にはポロツク公ログヴォロド、ヴィテプスク公スヴャトスラフ、ロマン、ポロツク公ダヴィド、ミンスク公グレプ、ルコームリ公ロスティスラフ、ポロツク公ボリスがいる。孫にはプレドスラヴァなど。

## 経歴
父はポロツク公ブリャチェスラフ1世、母の名は不明である。『原初年代記』には「母親はフセスラフを魔法によって産んだ。彼は魔法使い達の勧めにより、生まれた時から被っていた膜を一生涯頭に巻きつけていた。彼が流血に容赦がないのはこのためである。」と出生時の逸話を載せる。1044年に父が死去すると公位に就く。1060年、従叔父(祖父の兄弟の子)に当たるイジャスラフ、フセヴォロド、スヴャトスラフらと共に、無数の戦士や馬及び舟を集めた軍勢を以ってトルク族(黒海北部の遊牧民)への遠征に従軍する。この戦いでトルク族は黒海北東のドン河周辺へと追いやられた。
1067年、フセスラフは戦争を始め、ノヴゴロドを奪取した。『キエフ年代記』『ノヴゴロド第三年代記』によればこの時、フセスラフは町に火をかけて女や子供、聖ソフィア大聖堂の全財産、複数の大燭台や鐘を略奪のうえ聖堂を破壊し、ノヴゴロドの貢物納入所（ポゴスト）を一箇所奪い取った。これに対してイジャスラフ、スヴャトスラフ、フセヴォロドら兄弟は戦士を集めて、冬の最も厳しい時期にフセスラフ攻撃に向った。ポロツク公国領のミンスク(現ベラルーシ首都)の住民は、イジャスラフらの軍勢に篭城するも敗れ、男は殺され、女子供は捕虜とされた。連合軍がネミガ河に近づくとフセスラフは迎撃に向い、3月3日に両軍はネミガ河畔で対峙した。戦闘が始まると激しい戦いにより双方に多くの被害が出たが、結果としてイジャスラフら兄弟が勝利し、フセスラフは敗走した。
同年の7月3日にイジャスラフら兄弟は十字架に口づけして誓ったうえで、フセスラフに対して和睦を提案した。これを信用したフセスラフは従叔父の元に向ったが、スモレンスクのほとり、オルシャ河畔で誓いを破ったイジャスラフに捕縛されてしまう。その後はイジャスラフによってキエフに連行され、息子二人と共に牢獄に入れられる。
当時のキエフ南部は、勢力を伸ばしてきたテュルク系遊牧民ポロヴェツ族と領域を接していた。そのポロヴェツ族が翌年の1068年に来襲すると、イジャスラフら兄弟はレタ河畔で迎撃を試みたが敗北する。イジャスラフとフセヴォロドがキエフへと撤退すると、町の住民らは人民会を開き徹底抗戦を望んだ。しかし、イジャスラフが聞き入れなかったために暴動が発生する。蜂起した人々は、フセスラフの解放とイジャスラフ邸への襲撃とに分かれて行動を開始した。イジャスラフと共に館を守っていた親衛隊の一人がフセスラフの牢へ人数を回すように進言するも、とき既に遅くフセスラフは開放されていた。またこの時、親衛隊はフセスラフを騙まし討ちするように主に説いたがそれに従わず、イジャスラフとフセヴォロドは隙を見て館を去り、イジャスラフはリャフ人(ポーランド)のもとへ逃亡した。キエフの人々は9月15日にフセスラフを解放し、イジャスラフ邸の中央に於いて大公に据えた。『原初年代記』ではこの一連のエピソードを、神がイジャスラフの背信を罰し、民衆に十字架の力を示したものと説明している。また、聖十字架祭の日(9月14日)にフセスラフが「名誉の十字架よ！我をこの牢獄から救え。何となれば我は汝を信じたからである」と言ったと紹介している。その後、フセスラフはキエフに７ヶ月君臨した。
翌年の1069年、イジャスラフがリャフ侯のボレスラフの軍勢と共にフセスラフ攻撃に出陣する。フセスラフは迎撃に向うが、ベルゴロド(現ビロホロードカ)に至ると夜半密かにポロツクに逃走した。フセスラフの軍勢にいた人々はキエフに戻るとスヴャトスラフ、フセヴォロドに遣いを出し、イジャスラフとの和睦と大公への復帰を取り成すよう頼んだ。イジャスラフはこれを承認したが、キエフに派遣した彼の子のムスチスラフはフセスラフを牢から放った70名を殺し、また暴動に加わった者も、そうでない者へも危害を加えた。その後、イジャスラフはキエフの人々に迎えられ5月2日に玉座に戻った。この時、イジャスラフは修道士アントニー(ペチェルスキー修道院初代院長、後に聖人)に対して、詳細は不明だがフセスラフの事で怒り始めたため、スヴャトスラフが密かにチェルニゴフに保護している。また、イジャスラフはフセスラフをポロツクから放逐し、息子のムスチスラフをポロツク公に据えた。ムスチスラフが死ぬと彼の兄弟のスヴャトポルクを置いた。
同年、フセスラフは再びノヴゴロドを襲撃したが、ノヴゴロドの人々を率いたグレプ(スヴャトスラフの子)とグゼニ川畔ズヴェリネツで戦い、 10 月23 日に敗れた。この戦いでヴォジェネ族の殺された者は多かった。
1071年、フセスラフはスヴャトポルクをポロツクから追い払い、2年ぶりに公の座に戻った。同年、イジャスラフの子、ヤロポルクにゴロチチェスクのほとりで戦うも敗北する。2年後の1073年、スヴャトスラフとフセヴォロドは兄のイジャスラフと対立し、彼をキエフから追放した。この時、スヴャトスラフはフセヴォロドに「イジャスラフは我等に対抗するためにフセスラフと結ぼうとしている。我らが先んじなければ我らが敗れるであろう」と言ってフセヴォロドをけしかけ、そのためにイジャスラフはリャフへと逃亡した。1077年の春、ノヴゴロド公グレプおよびウラジーミル2世との間で戦いがあった。翌1078年、フセスラフがスモレンスクを焼き払うと、冬にその報復としてスヴャトポルクとウラジーミル2世らが出陣する。彼らはフセスラフを追撃しながらポロツクの領内を焼き払い、ルカムリ、ロゴシスク、ドリユテスクまで戦い進んだが、その後、帰還した。1084年の秋にウラジーミル2世がチェルニゴフの人民とポロヴェツ族、チチェヴィチ族と共にミンスクを占領し、奴隷や家畜を根こそぎ略奪しているが、その際のフセスラフの動向は不明。
1101年、4月14日、水曜日に死去。

## 文学や伝承におけるフセスラフ

### 『イーゴリ遠征譚』での記述
『イーゴリ遠征物語』あるいは『イーゴリ遠征譚』とは、1185年におこった、イーゴリによる遊牧民ポロヴェツ人への遠征を元にした物語である。以下、フセスラフに言及する主な部分を引用する。
| 日本語訳（木村彰一訳） |
| --- |
| フセスラーフ， うまし乙女を得んものと，賽を投げた。計を用いて， 槍を支えに， キエフ目指して身をおどらせ， 古き都のこがねのみくらに柄をふれた。かと見れば， 血にかわくけものとなって， 夜半のころ， 人目しのんで、ベールゴロトをおどり出た， 青霧に身をばつつんで。 このフセスラーフ，幸運をつかむこと両三度。ノーヴゴロトの門うち破り、ヤロスラーフのほまれをくじき、おおかみとなってネミーガへ走り一一麦打ちの平場を踏んだ。ネミーガの岸に敷いたは，穀束ならで人の首。穂を打つは，フランクのはがねのからさお。人の命を平場に積んで，箕にかけて，身と魂を吹き分ける。ネミーガの血に染む岸に，まかるるは， 野の幸ならで， ロシアの子らの骨また骨。 公として諸人を裁き，公としてあまたの町を治めたが，夜半ともなればおおかみとなって走った。キエフの都を抜け出でて，夜いまだあけぬに，はやトムータラカンに走り着く。大ホルスの行く手をすらさえぎりとめたこのおおかみ。 朝まだきボーロツクなるソフィヤの鐘が，朝の祈りを告げたとき， この公はキエフにあってそのねをきいた。心は魔術師，身は二つのこの公も，あまたたび悲運に泣いた。 さればこそ，神にも似たる神人ボヤーン，この公を予言して，かくは歌った。《妖術をあやつる者も，狡知にたけたる者も，声高らかに鳴く鳥も， 神の裁きをのがるるすべなし》。 |

『イーゴリ遠征譚』におけるフセスラフの記述は、（ベルゴロドの逃走のあとにネミガ川の戦いがあるなど）時系列が多少前後するものの概ね史実を踏まえて書かれている。明確に歴史と異なる箇所は、狼へ変身したり霧を操ったり移動速度が速かったりといった点があげられる。木村彰一は「イーゴリ遠征譚 (訳及註)(VI)」の註釈で、この箇所における史実に見られない描写は「フセスラフ伝説」ともいえるモチーフに色濃く影響を受けているとする。

### ブィリーナへの影響
ロシアに伝わる口承叙事詩(ブィリーナ)に登場する勇士の一人にヴォルフ・フセスラーヴィエヴィチ(Волх Всеславиевич)[Volx Vseslavievic]がいる。ブィリーナにおいてヴォルフは、母マルファ・フセスラヴィエヴナと蛇との間に生まれ、鷹、灰色狼、金角牛などへの変身能力を修得し、15歳で7000の従士を集めてインドを征服する、といった活躍をする。
このヴォルフだが「フセスラヴィエヴィチ」がフセスラフの父称であることは言うまでも無いこととして、R･ヤコブソンや伊東一郎らはヴォルフのモデルとしてフセスラフを比定している。『イーゴリ遠征譚』に見えるフセスラフの特徴には「呪術」「狼への変身」があげられるが、叙事詩の主人公の名ヴォルフ(Волх)を呪術師を意味する普通名詞ヴォルフヴ（волхв）[volxv]が固有名詞化したものと解釈し、また、スラヴやセルビアには「羊膜をつけて生まれた子は人狼となる」といった俗信が、フセスラフ誕生の逸話の「膜」を被って生まれたという記述と合致することをその傍証にあげている。